# August Heitmann (Politiker)
August Heitmann (* 28. Mai 1869 in Boksee; † 15. Juli 1941 in Klein Barkau) war ein deutscher Gewerkschafter und Politiker (SPD).

## Leben
Heitmann wurde als Sohn eines Schusters geboren. Nach dem Besuch der Volksschule absolvierte er eine Schneiderlehre. Er arbeitete bis 1905 als Schneider und betätigte sich gleichzeitig für den Schneiderverband in Kiel. Von Oktober 1905 bis zu seiner Entlassung 1933 arbeitete er als Gewerkschaftsangestellter in Berlin-Neukölln, zunächst für den Schneiderverband, dann für den Bekleidungsarbeiterverband, ab 1926 im Hauptbüro des Verbandes. Des Weiteren war er zeitweise Mitglied des Genossenschaftsrates in Berlin.
Heitmann trat in die SPD ein. Er war von 1914 bis 1920 Stadtverordneter in Neukölln und in den 1920er Jahren Mitglied der Berliner Stadtverordnetenversammlung. Im Januar 1919 kandidierte er erfolglos bei der Wahl zur Deutschen Nationalversammlung. Vom 8. September 1924 bis zum Ablauf der ersten Legislaturperiode war er als Nachrücker Abgeordneter des Preußischen Landtages, von Mai 1928 bis zum Ablauf der dritten Legislaturperiode gewähltes Mitglied. Im Parlament vertrat er den Wahlkreis 3 (Potsdam II).
Heitmann lebte bis 1938 in Berlin und kehrte dann in seine Heimat zurück, wo er 1941 verstarb.